# We don't make the wind blow
We don’t make the wind blow is een hitsingle van The Common Linnets. Het zou oorspronkelijk staan op het debuutalbum van The Common Linnets. Echter, gedurende de opnamen voor dat album belde televisiezender Fox met de vraag of zij een lied op de plank hadden liggen, dat zij konden gebruiken voor de Nederlandse versie van de serie Wayward Pines met Matt Dillon, eerste aflevering uit te zenden 14 mei 2015. We don't make the wind blow was toen al een aantal keren te horen geweest tijdens concerten van de muziekgroep in 2014 en 2015.
The Common Linnets kwam het lied op 30 april 2015 akoestisch ten gehore brengen tijdens De Wereld Draait Door, maar dan voor de televisie-uitzending. Zij waren daar aanwezig om mee te delen dat zij de Nederlandse liedjes hadden geschreven voor de musical De Tweeling, geproduceerd door Joop van den Ende naar het boek van Tessa de Loo. Zij zongen daaruit twee liedjes live in de uitzending.

## Hitnotering

### Nederlandse Top 40
| Positie: | 34 | 32 | 35 | 38 | uit |

### NederlandseSingle Top 100
| Positie: | 77 | 78 | 93 | 83 | 84 | 88 | 93 | uit |

### NPO Radio 2 Top 2000
We don't make the wind blow stond alleen in 2016 in de NPO Radio 2 Top 2000, op plek 1584.